# Starý Plzenec (stacja kolejowa)
Starý Plzenec – stacja kolejowa w miejscowości Starý Plzenec, w kraju pilzneńskim, w Czechach. Znajduje się na linii 190 Pilzno - Czeskie Budziejowice, na wysokości 360 m n.p.m..  

## Linie kolejowe
- 190: Pilzno – Czeskie Budziejowice